# Lioscincus maruia
Lioscincus maruia là một loài thằn lằn trong họ Scincidae. Loài này được Sadlier, Whitaker & Bauer miêu tả khoa học đầu tiên năm 1998.